# Bror Andersson
Bror Folke Andersson, född 6 december 1879 i Ullervads socken, död 18 februari 1968 i Stockholm, var en svensk ingenjör.
Bror Andersson var son till godsägaren Johan Andersson. Han avlade mogenhetsexamen i Skara 1900 och studerade därefter vid Tekniska högskolans avdelning för bergsvetenskap och utexaminerades därifrån 1904. Andersson arbetade från 1905 som biträdande ingenjör i mellersta bergmästaredistriktet och företog därefter en längre studieresa till USA, där han 1906–1907 arbetade som gruvingenjör och assistant superintendent vid Lyon Mountain Mines i delstaten New York (delstat). Efter att ha återkommit till Sverige 1908 blev han gruvmätare och andre gruvingenjör vid Grängesbergs gemensamma förvaltning och utnämndes 1916 till förste gruvingenjör där. 1925 företog Andersson en ny studieresa till USA. Andersson ansågs som en av sin tids främsta sakkunniga inom gruvvetenskapens område i Sverige och anlitades som konsult vid en mängd svenska gruvor, men även i Norge och Finland och en del andra länder. 1936 blev Bror Andersson ledamot av Kungliga Ingenjörsvetenskapsakademien. Han är begravd på Bromma kyrkogård.